# Mariam Soulakiotis
Mariam Soulakiotis (1883-23 noiembrie 1954) cunoscută și sub numele de Mariam Soulakiotou sau "'Femeia Rasputin"{
a fost stareță a mănăstirii Peukovounogiatrissas și cel mai sângeros criminal în serie din istorie, cauzând moartea a 177 de oameni, dintre care 150 de copii.

## Mănăstirea Peukovounogiatrissas
Soulakiotis, originală din Keratea, a fondat mănăstirea Peukovounogiatrissas împreună cu arhiepiscopul și ieromonarhul Matei Karpathakis (original din Besthena) în anul 1927. Mariam a devenit stareță a mănăstirii în anul 1940 în urma morții arhiepiscopului Karpathakis. 

## Crime
Odată ce Mariam a devenit stareță a mănăstirii, ea a început să atragă femei înstărite care să-și doneze averea mănăstirii și să se călugărească. Odată ce acestea se călugăreau, Mariam le tortura și apoi le ucidea. În felul ăsta a ucis 27 de femei. Restul de 150 de victime au fost copii ai căror părinți nu-și permiteau să cheme un medic care să-i îngrijească așa că aceștia erau trimiși la mănăstire. Mariam nu intenționa să omoare copiii, dar lipsa de experiență medicală a călugărilor (pe care Mariam a ascuns-o) a provocat moartea a peste 10 duzini de copii bolnavi.

## Arestarea
Mariam nu putea risca ca publicul să afle ce se întâmplă în mănăstire, așa că avusese grijă ca niciun călugăr să nu părăsească mănăstirea. Totuși, mai mulți oameni s-au plâns de strigătele de ajutor ce se auzeau din mănăstire. În 1951 autoritățile grecești au găsit-o pe Mariam vinovată de crimă și tortură și au închis-o pe viață. În momentul în care a fost arestată ea deținea sute de moșii în toată țara ca urmare a donațiilor făcute de acele femei înstărite. A murit în închisoarea Averoff la 24 noiembrie 1954. Stareța nu și-a recunoscut niciodată faptele și a declarat arestarea sa și închiderea mănăstirii Peukovoungiatrissas drept "acțiuni satanice".